# インテル
インテル（英: Intel Corporation）は、世界最大手の中央処理装置（CPU、MPU）および半導体素子のメーカー。
本社をカリフォルニア州サンタ・クララに置いている。社名の由来はIntegrated Electronics（集積されたエレクトロニクス）:4。

## 概要
主にマイクロプロセッサ、チップセット、フラッシュメモリなどの設計開発・製造・販売を手掛けている。主な製品にIA-32（Pentiumシリーズなど。8086シリーズの流れをくむアーキテクチャ）、IA-64（Itaniumなど）、Intel 64などのCPU（マイクロプロセッサ）があり、パーソナルコンピュータではPC/AT互換機やAppleのMac（ただし、Appleは徐々に自社開発のプロセッサに切り替えると発表している）に使われているほか、ワークステーションやサーバ、データセンター、モバイルデバイス向けの製品も扱っている。
1990年代末からは多方面のコンピュータ関連ハードウェア事業に展開している。アクセラレーター系プロセッサに関しては、主にCPU統合型GPU（iGPU）およびXeon Phiと呼ばれるMIC（Many Integrated Core）を手掛けている。1992年以降から現在に至るまで、世界第1位の半導体メーカーとして君臨し続け、特に世界のPC向けCPU市場2020年現在60%近いシェアを維持している。
海外事務所は50ヵ国以上、製造・研究拠点は8ヵ国17拠点にある。特にイスラエルの拠点は大きく、2007年現在で7000人の従業員を擁している。
カリフォルニア州サンノゼ市にある半導体製造工場には、インテルの歴史を紹介するインテル博物館が併設されている。
日本法人（インテル株式会社）は、東京都千代田区（東京本社）に本社を置く。1971年にそれまで日本総代理店だった日本アイ・シーとの契約を解除し、米国法人の日本支社として設置したインテル・ジャパン・コーポレーションがその前身である。その後、1976年4月28日にインテルジャパン株式会社を設立し、1997年2月1日に現在の商号へ変更した。1981年に開設されて本社機能を持っていたつくばオフィスは2016年12月に閉鎖し、業務は1990年から二本社制の片翼を担っていた東京に移管された。

## 歴史

### 設立 - 1970年代
- 1968年7月18日 - フェアチャイルドセミコンダクターを退職したロバート・ノイス、ゴードン・ムーア（ムーアの法則で知られる）らが設立した[5]:4。3番目の社員としてアンドルー・グローヴが入社した。当初は半導体メモリを主力製品とし、磁気コアメモリの置き換え・駆逐を野望とした。
- 1969年4月 - インテル初の製品であるSRAM 3101を発表（記憶容量64ビット）[5]:4。
- 1970年10月 - 世界初のDRAM 1103を発表（記憶容量1,024ビット）[5]:4。DRAM1103の広告で、ICパッケージが虫のように紙面を埋め尽くし「Cores Lose Price War」（コアは価格戦争に負けた）と宣言した[11]。
- 1971年9月 - 世界初のUV-EPROM 1702を発表（記憶容量2,048ビット）。
- 1971年10月 - NASDAQに株式を公開[5]:4。
- 1971年11月15日 - 世界初のマイクロプロセッサである4004（4ビット、クロック周波数108 kHz、トランジスター数2,300個）を発表[5]:4。
- 1972年4月 - 8008（8ビット、クロック周波数200 kHz、トランジスター数3,500個、プロセス技術10 µm）を発表[5]:5。
- 1974年4月1日 - 8080（8ビット、クロック周波数2 MHz、トランジスター数6,000個、プロセス技術6 µm）を発表[5]:5。同年に4040と言う4ビットCPUを発表。
- 1976年3月 - 8085（8ビット、クロック周波数2 MHz、トランジスター数6,500個、プロセス技術3 µm）を発表[5]:5。
- 1978年6月8日 - 8086（16ビット、クロック周波数5 - 10 MHz、トランジスター数2万9000個、プロセス技術3 µm）を発表[5]:6。
- 1979年6月 - 8086の廉価版である8088を発表。1Mビットのバブルメモリーを発表[5]:6。

### 1980年代
- 1980年 - ゼロックス、DEC（現在のHP）と共同でLANの規格をIEEE 802委員会に「Ethernet 1.0規格」として提出・公開（詳細はイーサネット#歴史を参照）。
- 1981年8月 - IBMが同社初のパソコンIBM PCを発表[5]:6。CPUに8088が採用されたことは、インテルが急成長するきっかけとなった。
- 1982年2月 - 80286を発表（16ビット、クロック周波数6 - 12.5 MHz、トランジスター数13万4000個、プロセス技術1.5 µm）[5]:7。
- 1985年10月 - DRAM事業から撤退し、CPUの開発・生産に経営資源を集中[5]:7。x86シリーズでは初の32ビットマイクロプロセッサであるi386（後にi386DXと改称。クロック周波数16 - 33 MHz、トランジスター数27万5000個、プロセス技術1.5 - 1 µm）を発表[5]:7。
- 1989年4月 - i486（クロック周波数16 - 100 MHz、トランジスター数120万個、プロセス技術1  -0.6 µm）を発表[5]:8。

### 1990年代
- 1991年5月 - Intel Insideロゴ（日本では『インテル、入ってる』として広く知られている[12]）を発表。CM、カタログなど様々なメディアで広く世界中で使用されたが、これは日本発のブランディング・キャンペーンである。発案者はインテル社外のIT業界関係者であるとの誤報が複数ある[要出典]が、同社つくば本社マーケティング・スタッフの議論・試行錯誤の成果である。当時、米国Intel Corporationは「The Computer Inside」[13]というキャンペーンを欧米で展開していたが、日本から対案として米国本社に「Intel in it」[14]キャンペーンが提案され、特例として実施されたものである。後にシリコンバレーのサンタクララを拠点とするIntel Corporationは日本法人案を取入れ、戦略変更を行い「Intel Inside」ブランディング戦略として世界規模でこのコンセプトを展開した。ブランディング戦略の詳細はHarvard Business Schoolのケース・スタディにまとめられている[15]。

「ドロップ-e」ロゴ
「Intel Inside」ロゴ

- 1991年12月 - 現在の本社社屋であるロバート・ノイス・ビルディングが竣工[5]:8。
- 1993年3月 - x86の第5世代に当たるPentium（クロック周波数60 - 300 MHz、トランジスター数310万個、プロセス技術0.8 - 0.35 µm）を発表[5]:8。同社のCPUで初めて製品名に固有名詞を使った。その後、Pentiumの名称は、引き続き同社のCPUのブランドとして使われた。
- 1994年11月 - Pentiumに浮動小数点計算のバグがあることが発覚。当初インテルは問題ないとしていたが、同年12月20日に製品回収に至った。
- 1995年8月 - コンパック（現在のHP）、DEC、IBM、マイクロソフト、NEC、ノーザンテレコム（現在のノーテルネットワークス）とともに、これまでのシリアルポート、パラレルポート、PS/2ポートなどを置き換えるインターフェイス規格、ユニバーサル・シリアル・バス (USB) を推進する業界団体USB-IFを発足。
- 1995年11月 - x86の第6世代に当たるPentium Pro（クロック周波数150 - 200 MHz、トランジスター数550万個、プロセス技術0.8 - 0.35 µm）を発表[5]:9。
- 1997年1月 - Pentiumにマルチメディア処理を強化するMMX拡張命令を追加したMMX Pentiumを発表[5]:9。
- 1997年5月 - 第6世代の機能とMMXテクノロジーとをサポートするPentium II（クロック周波数233 - 450 MHz、トランジスター数750万個、プロセス技術0.35  -0.18 µm）を発表[5]:9。CPUパッケージには、これまでの正方形のパッケージに代わり、Single Edge Contact (S.E.C.) カートリッジが採用された。
- 1998年4月 - 低価格パソコン向けのCeleron（クロック周波数266 MHz - 3.46 GHz、プロセス技術250 - 45 nm）を発表[5]:10。
- 1999年2月 - ストリーミングSIMD拡張命令（SSE）をサポートするPentium III（クロック周波数450 MHz - 1.40 GHz、プロセス技術250 - 130 nm）を発表[5]:10。この製品でクロック周波数が1 GHzの大台を突破した。

### 2000年代前半
- 2000年11月 - NetBurstマイクロアーキテクチャーを採用したPentium 4（プロセス技術180 - 65 nm、トランジスター数4,200 万個、クロック周波数1.40 - 3.80 GHz）を発表[5]:10。
- 2001年5月 - サーバ、ワークステーション向けのXeon（クロック周波数1.40 - 3.80 GHz、プロセス技術180 - 45 nm）を発表[5]:10。
- 2001年5月 - インテル初の64ビットプロセッサであるItanium（クロック周波数は733 MHz - 1.66 GHz、プロセス技術180 - 90 nm）を発表[5]:10。
- 2003年3月 - ノートパソコン向けに一から設計されたPentium Mを発表。同月に発表されたノートパソコン向けのプラットフォーム「Centrino モバイル・テクノロジー」を構成する部品の一つである。
- 2005年4月 - インテル初のデュアルコア・プロセッサであるハイエンド・デスクトップパソコン向けのPentium Extreme Editionを発表[5]:10。
- 2005年5月 - メインストリーム・デスクトップパソコン向けのデュアルコア・プロセッサPentium Dを発表。Pentium Extreme Editionとは違い、ハイパースレッディング・テクノロジー（HT テクノロジー）は無効化されている。
- 2005年11月 - マイクロン・テクノロジーとの合弁会社「IM フラッシュ・テクノロジーズ」を設立し、NAND型フラッシュメモリ事業に参入[5]:10。
- 2005年 - これまでモトローラ製とIBM製のCPUを採用し続けていたAppleが、2006年以降、MacのCPUをインテル製に切り替えることを発表。

### 2000年代後半
- 2006年1月 - 製品ブランドとロゴ（CI）とスローガンを刷新[5]:11[16]。Coreブランド最初の製品となるCore Duoを（1コアのCore Soloとこのアーキテクチャを採用するCeleron Mも）発表。新ロゴは、創業時から使用されてきた「ドロップ-e」ロゴと「Intel Inside」ロゴを融合・発展させたものである[17]。同時に、それ以前の自らをプロセッサメーカーだったインテルバージョン2と称し、今後はインテルバージョン3のプラットフォームメーカーであると宣言した。

「Intel」ロゴ（2006年～2020年）

- 2006年6月27日 - XScaleマイクロアーキテクチャなどの技術ライセンスとモバイル事業をマーベルへ売却することを発表。売却額は6億ドル。1400人の技術者・従業員もマーベルへ移籍し、買収は2006年11月8日に完了した[18]。
- 2006年7月 - 高性能と低消費電力を両立させるCoreマイクロアーキテクチャーを採用したCore 2 Duo（クロック周波数1.06 - 3.20 GHz、トランジスター数2億9100万個、プロセス技術65 - 45 nm）を発表[5]:11。
- 2006年11月 - ハイエンド・デスクトップパソコン向けのCore 2 Extremeを発表[5]:11。
- 2007年1月 - メインストリーム・デスクトップパソコン向けのクアッドコア・プロセッサCore 2 Quadを発表。
- 2007年5月 - NOR型フラッシュメモリ事業をSTマイクロエレクトロニクス、フランシスコ・パートナーズとの合弁会社「ニューモニクス」に移管。
- 2008年3月3日 - ネットブックやモバイル・インターネット・デバイス（MID）など向けにAtomを発表[19]。
- 2008年7月16日 - Centrinoの後継となるCentrino 2を発表[20]。
- 2008年9月9日 - 「X18-M Mainstream SATA SSD」と「X25-M Mainstream SATA SSD」を発表[21]。10月には企業向け高性能SSD「X-25E Extreme SATA SSD」も発表[22]。
- 2008年11月18日 - Core iシリーズ最初の製品となるCore i7（クロック周波数2.66 - 3.20 GHz）を発表[23]。

### 2010年代前半
- 2010年3月17日 - 32 nmプロセスを採用した、初の6コア内蔵となるCore i7-980X Extreme Edition（クロック周波数3.33 GHz）を発表[24]。
- 2011年3月2日 - マカフィーの買収を完了。
- 2012年1月27日 - リアルネットワークスの保有するストリーミング・メディア関連特許とビデオ・コーデックを買収することを発表。約190の特許と170の特許出願、ビデオコーデック・ソフトウェアが対象となり、買収額は1億2000万ドル。インテルはAMDにストリーミング・メディア技術において大きく引き離されており、リアルネットワークスの買収によってAMDとの技術的な差を埋めることを目指すとしている。
- 2015年6月、アルテラと買収を合意。12月に買収を完了。買収額は167億ドル。

### 2010年代後半
- 2017年5月30日 - Core i9を発表。
- 2017年6月21日 - 国際オリンピック委員会との間で、2024年までのワールドワイドTOPパートナー契約を結ぶ[25]。
- 2018年6月8日 - Intel 50周年記念として、最大5GHzのCore i7-8086Kを発売[26]。
- 2019年7月26日 - Appleは、Intelのスマートフォンモデム事業を10億ドルで買収すると発表[27]。2,200人の従業員と17,000を超える特許が、IntelからAppleへ渡ることとなった。

### 2020年代前半
- 2020年9月2日 - 企業ロゴと製品ブランドロゴを刷新[28][29]。ロゴの変更は2006年以来14年ぶりとなり、1991年以降用いられてきた「青色の円で囲む形式」のロゴではなくなった[28][29]。
- 2024年11月 - ダウ平均株価の構成銘柄から除外予定[30]。

「Intel」ロゴ（2020年～）

### 歴代CEO
|       |                          | 期間            |               |  |
| ----- | ------------------------ | --------------- | ------------- |  |
| 初代  | ロバート・ノイス         | 1968年 - 1975年 | :4            |  |
| 2代目 | ゴードン・ムーア         | 1975年 - 1987年 | :5            |  |
| 3代目 | アンドルー・グローヴ     | 1987年 - 1998年 | :7            |  |
| 4代目 | クレイグ・バレット       | 1998年 - 2005年 | :10           |  |
| 5代目 | ポール・オッテリーニ     | 2005年 - 2013年 | :10           |  |
| 6代目 | ブライアン・クルザニッチ | 2013年 - 2018年 | :12           |  |
| 7代目 | ボブ・スワン             | 2019年 - 2021年 |               |  |
| 8代目 | パット・ゲルシンガー     | 2021年 - 2024年 | [ 32 ] [ 33 ] |  |
| 9代目 | リプブー・タン           | 2025-           |               |  |

## 主な製品

### インテル・プラットフォーム
- モバイル
  - Centrino
    - Sonoma
    - Napa
    - Santa-Rosa

  - Centrino 2
    - Montevina

  - Centrino Atom
  - Evo
- コンシューマー・デスクトップ
  - Anchor Creek
  - Bridge Creek
- エンタープライズ・クライアント
  - Lyndon
  - Averill
- 1Pワークステーション
  - Gallaway
  - Wyloway
- 1Pサーバー
  - Kaylo
- 1Pワークステーション
  - Gallaway
  - Wyloway
- 2Pワークステーション
- 2Pバリューサーバー
- 2Pバリューサーバー
- 2Pサーバー
- MPサーバー
- Itanium

### マイクロプロセッサ

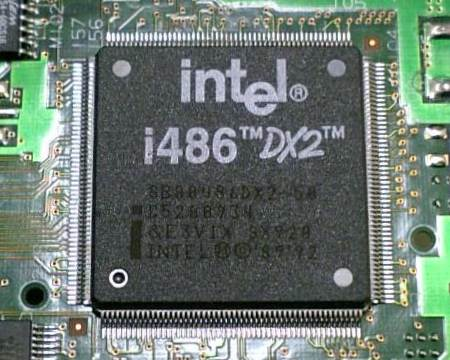
Intel i486DX2

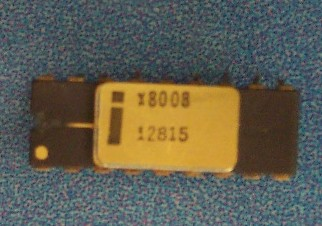
i8008

#### PC向け
- 4004
- 8008
- 8080
- 8085
- 8086
  - 8088：8086のデータバスを8ビットに半減させた製品
  - 80186：8086に周辺チップを統合し、若干の命令追加を行った製品
- 80286
- i386DX/SXシリーズ
- i486DX/SX/DX2/SX2/DX4シリーズ
- オーバードライブプロセッサ
- Pentium
  - MMX Pentium
- Pentium II
- Celeron
- Pentium III
- Pentium 4
- Pentium D
- Celeron D
- Core
  - Core Duo
  - Core Solo
- Core 2
  - Core 2 Solo
  - Core 2 Duo
  - Core 2 Quad
  - Core 2 Extreme
- Pentium Dual-Core
- Core i9
- Core i7
- Core i5
- Core i3
- Pentium（Nehalemマイクロアーキテクチャ以降）
- Celeron（Nehalemマイクロアーキテクチャ以降）
- Intel Core Ultra 5
- Intel Core Ultra 7
- Intel Core Ultra 9

#### サーバ、ワークステーション向け
- Pentium Pro
- Pentium II Xeon
- Pentium III Xeon
- Pentium III-S
- Xeon
- Itanium
- Itanium 2

#### モバイル向け
- Mobile Pentium II
- Mobile Celeron
- Mobile Pentium III
- Mobile Pentium III-M
- Mobile Pentium 4-M
- Mobile Pentium 4
- Pentium M
- Celeron M
- Intel Core（Core Duo、Core Solo）
- Intel Core 2（Core 2 Duo、Core 2 Solo）
- Intel Core i9/i7/i5/i3
- Pentium（Nehalemマイクロアーキテクチャ以降）
- Celeron（Nehalemマイクロアーキテクチャ以降）
- Atom

#### 組込用途
- StrongARM
- XScale PXA210/PXA25x/PXA26x/PXA27xシリーズ（2006年にマーベルへ売却）
- Intel 8048 - MCS-48ファミリー
- i8051シリーズ
- Intel MCS96/MCS296シリーズ
- i860
- i960
- Intel IXP42x/IXP46xシリーズ
- Intel 80186/80286シリーズ
- Intel Embedded IA-32 Processors and Chipsets
- Intel IOP3xxシリーズ
- Intel PCI Bridges

#### その他
Intel iAPX 432
1981年発表の、インテル初の32ビットプロセッサである。メインプロセッサは2チップ構成。それまでの8080系CPUの限界に対して過去のしがらみを捨て、数々の先進的なマルチタスク機能とメモリ管理機能をハードウェアでサポートし、フォールトトレラント機能の搭載、マルチプロセッサ対応など、非常に高度で先進的で複雑なデザインだった。インテルはこのデザインをマイクロメインフレームと称した。しかし、コンパイラをはじめとするソフトウェアの完成度が低いなどの技術的理由で本来の性能を生かすことが出来ず、米軍のAdaコンピュータ以外にはほとんど普及しないままCPU市場から消え去った。この経験もあって8080系統の連綿と続くCPUの命令体系は、拡張に次ぐ拡張で階上階を重ねていくことで、最適化コンパイラなどのソフトウェアの継承を容易にした。
MXP5800/5400
インテルがデジタルカメラ用のプロセッサとして開発していたが一旦立ち消えになり、そのアーキテクチャーが、高度画像処理用のプロセッサを求めていたCPU市場の需要をターゲットに洗練（リファイン）されて2004年に発表された。しかし、採用されたのは富士ゼロックス（現：富士フイルムビジネスイノベーション）の複合機とネットワークスキャナーだけで、その後の需要も見込めないことから消えてしまった。DSPの汎用性と、ハードウェア・アクセラレーターの強み、そしてソフトウェアで実現するメディアプロセッサとしての素質は素晴らしいものだったが、いずれも性能や方向性が中庸的なものだったため高度画像処理用のプロセッサを求めていた技術者には受け入れられることがなかった。

### 製品カテゴリ
CPUに関するインテル独自の製品カテゴリを以下に示す。

#### LPIA
LPIA（Low Power on Intel Architecture）は、IA-32命令セットアーキテクチャに基づく低消費電力なCPU製品のカテゴリーである。
- Intel A100
- Intel Atom

#### CULV
CULV（Consumer ultra low voltage）とはカテゴリー名称であり、厳密には超低電圧にて動作するプロセッサ群を指す。これらはAtomファミリーより性能面で上位に位置しているが、消費電力では10 W以下であり、ネットブック向けと従来型ノートパソコン向けの間を埋めるCPUとして、Core 2 Duo、Core 2 Solo、Celeron M、Pentiumといった従来ファミリーのカテゴリはそのままに、それらの中で特に消費電力の少ない製品をまとめたものである。
そのカテゴリー呼称は技術的な区切りではなく、マーケティング用途での区分であり、Atomよりも高い単価によって、ASP（平均販売価格）の向上が期待されている。
これらのプロセッサ群は、機能をある程度限定してCPUにそれほどの処理性能を求めないネットブックに対し、従来のノートパソコンの延長線上にある超薄型ノートパソコン用のCPUとして、ある程度の演算性能を持ちながら、超低電圧動作によって低消費電力化が行えられるCPUのカテゴリー名称である。

### FPU（数値演算コプロセッサ）
- i8087 - i8086用
- i80287 - i80286用
- i80387/i387SX - i386用
- i487SX/i487SX2 - i486SX用
  - i487シリーズは構造的にはFPUではなく、一部のピン配置を除いてi486DX/i486DX2と同等のCPUである。すなわち、FPUソケットにi487を刺すことにより、i486SXは動作を止め、i487がCPUとしてすべての処理を担う。なお、i486SXも実はi486DXと同等のダイを用いた製品であり、浮動小数計算回路のテストを省略して無効にしただけの物である。

### チップセット
- i430FX/HX/VX
- i450KX/GX
- i440FX
- i440LX/EX
- i440BX/ZX
- i440GX
- i810/E/DC-100
- i815/E
- i820
- i830/M/MP
- i840

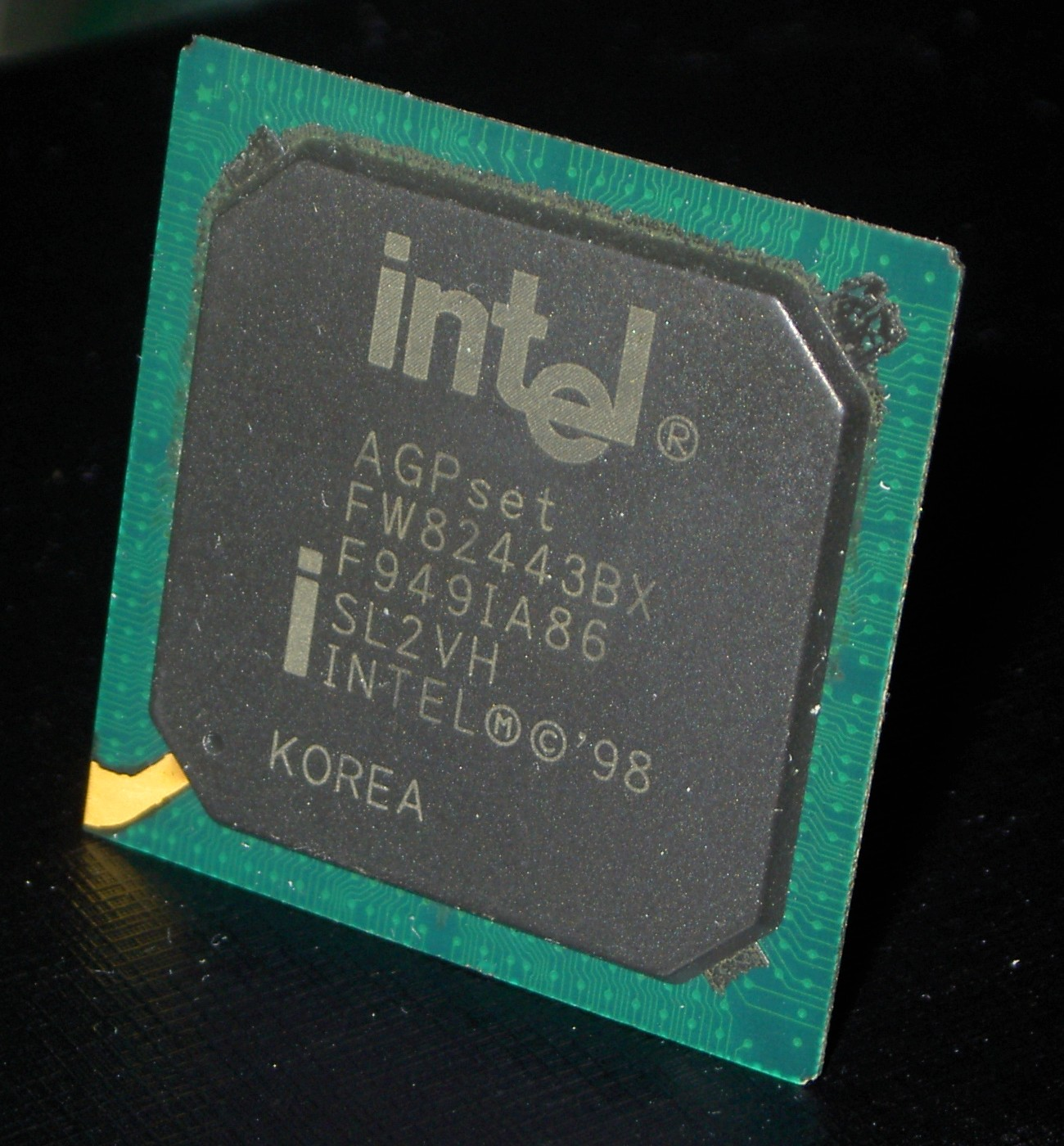
Intel440BX

- i845/D/E/G/GE/GV/P/PE
- i850/E
- E7205
- i865PE/GE
- i855PM/GM/GME
- i852GM/GME
- i875PE
- E7210
- i925X
- i915P/G
- i955X
- i945P / G
- Intel P965 / G965 / Q965 / Q963
- Intel 975X
- X38 / P35 / G35 / G33 / G31 / Q35 / Q31
- X48 / P45 / P43 / G45 / G43 / Q45
- X58
- H55 / H57 / Q57
- P67 / H67 / Q67 / Z68
- X79 / Z77 / H77 / Q77
- Z87 / H87
- X99 / Z97 / H97
- Z170 / H170 / B150 / H110 / Q170 / Q150
- X299 / Z270 / H270 / B250 / Q270 /Q250 ※第7または8世代インテルプロセッサー向け
- Z390 / Z370 / H370 / B365 / B360 / H310 / Q370 ※第9世代インテルプロセッサー向け
- Z490 /H470 /B460 /H410 ※第10世代インテルプロセッサー向け
- Z590 /H570 /B560 /H510 ※第11世代インテルプロセッサー向け
- Z690 /H670 /B660 /H610 ※第12世代インテルプロセッサー向け
- Z790 ※第13世代インテルプロセッサー向け
- W480 / Z490 / H470 / B460 / H410 / Q470
- W580 / Z590 / H570 / B560 / H510 / Q570

### グラフィック・アクセラレーター

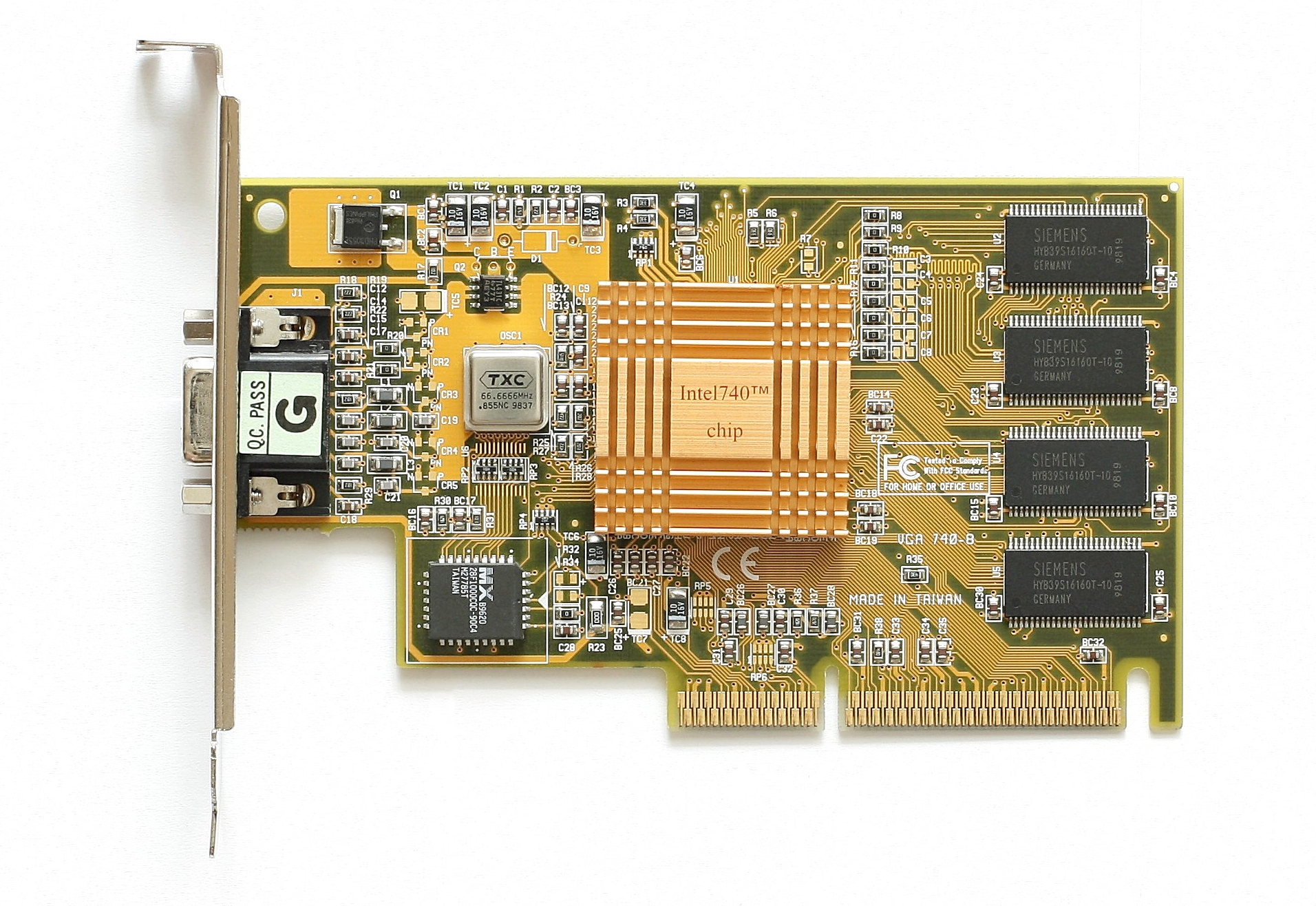
Intel 740

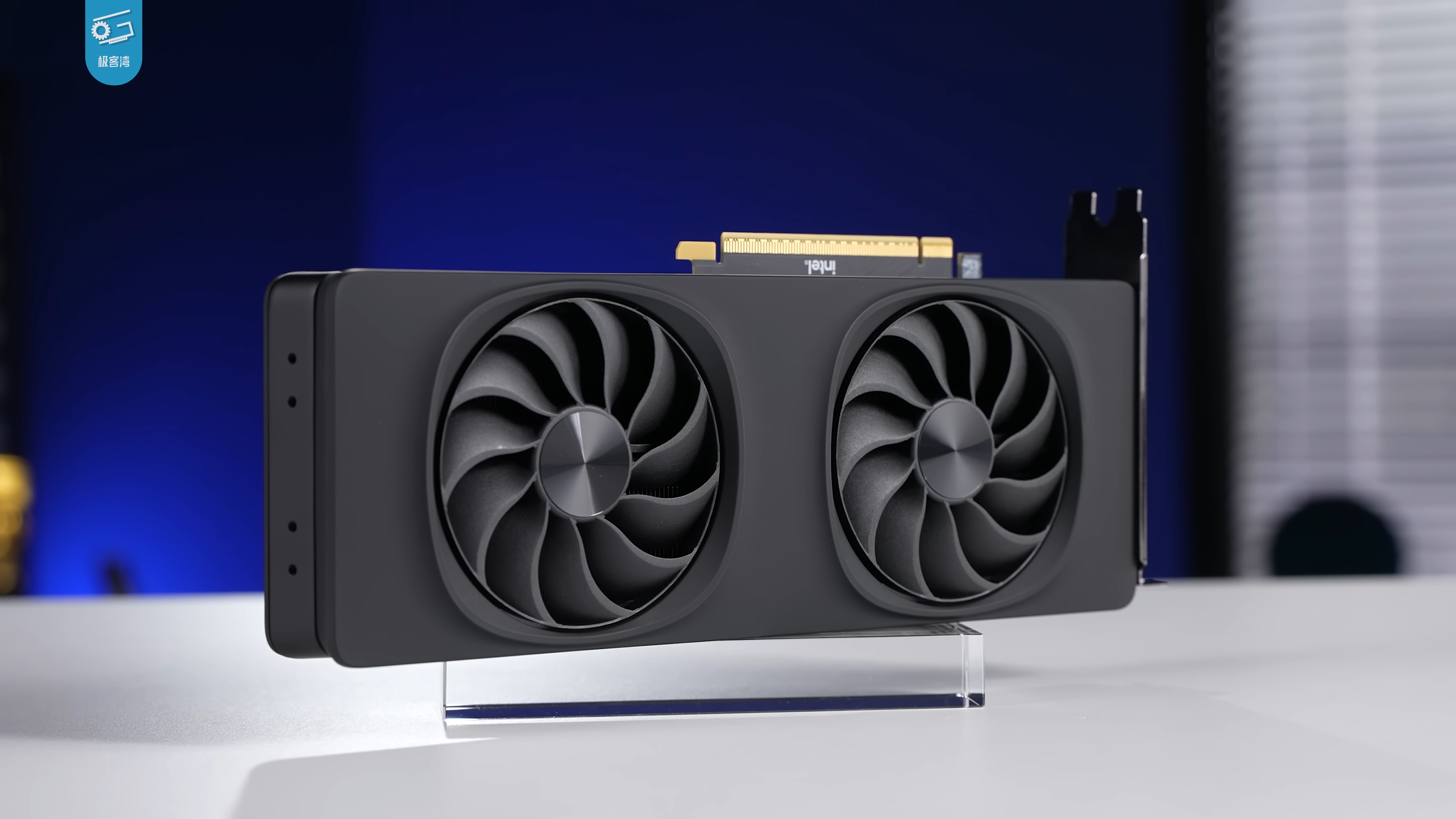
Intel Arc B580

1990年代後半まではIntel 740などビデオカードを展開していたが、その後はいわゆるオンボードグラフィックのノースブリッジ統合型グラフィックス製品のみとなり、性能も外付けビデオカードには到底及ばないローエンド帯が中心だった。2009年、新たに開発したLarrabeeで再びdGPU市場に参入する計画を立てるも、満足するパフォーマンスが得られなかったとしてGPUとしての投入は中止されてしまった。時代の移り変わりでGPUの統合先はノースブリッジからCPUに代わった（iCPU）が、引き続き性能はローエンドレベルであった。近年はGPU専用eDRAMを搭載し性能を高めたIntel Iris Pro Graphicsを発売するなどブランド力を高めイメージの払拭を図っている。2018年、元AMDでグラフィックス部門のリーダーだったラジャ・コドゥリをヘッドハンティングしてアーキテクチャを大幅に刷新したIntel Xeで、2020年を目途に二度目のdGPU市場再参入を発表している。
また、2022年9月8日にIntel Arcの詳細スペックを発表し、2022年9月にASRockからIntel Arc A380 Challenger ITXが発売され、上位モデルも今後発売されるとされている。
- Intel 740
- Intel 810
- Intel Extreme Graphics
- Intel Graphics Media Accelerator
- Larrabee（開発中止）
- Intel HD Graphics
- Intel UHD Graphics
- Intel Iris Xe Graphics
- Intel Xe
- Intel Arc

### MICアクセラレーター
- Xeon Phi

### プログラマブル・ロジックデバイス
2015年のアルテラ買収に伴い、同社のFPGA、CPLDが製品群に加わった。
- Agilex
- Stratix - ハイエンド
- Arria - ミッドレンジ
- Cyclone - 低コスト
- MAX - 低コスト

### イーサネット・コントローラー
- intel 8259xシリーズ
- intel 8257xシリーズ
- intel 8256xシリーズ
- intel 8255xシリーズ
- intel 8254xシリーズ

### デスクトップ・ボード（マザーボード）
インテル純正チップセット
- エクストリーム・シリーズ
- メディア・シリーズ
- エグゼティブ・シリーズ
- クラシック・シリーズ
- エッセンシャル・シリーズ

サードパーティ製チップセット
- エッセンシャル・シリーズ

### ネクスト・ユニット・オブ・コンピューティング（NUC）

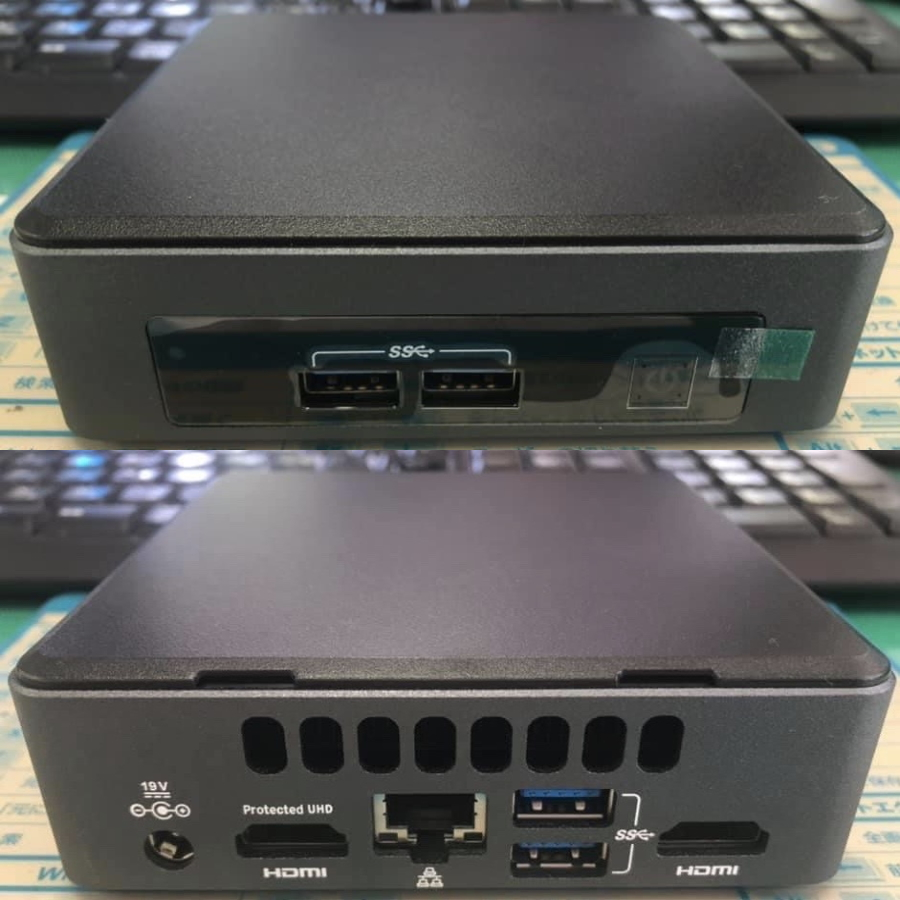
インテル NUC 筐体

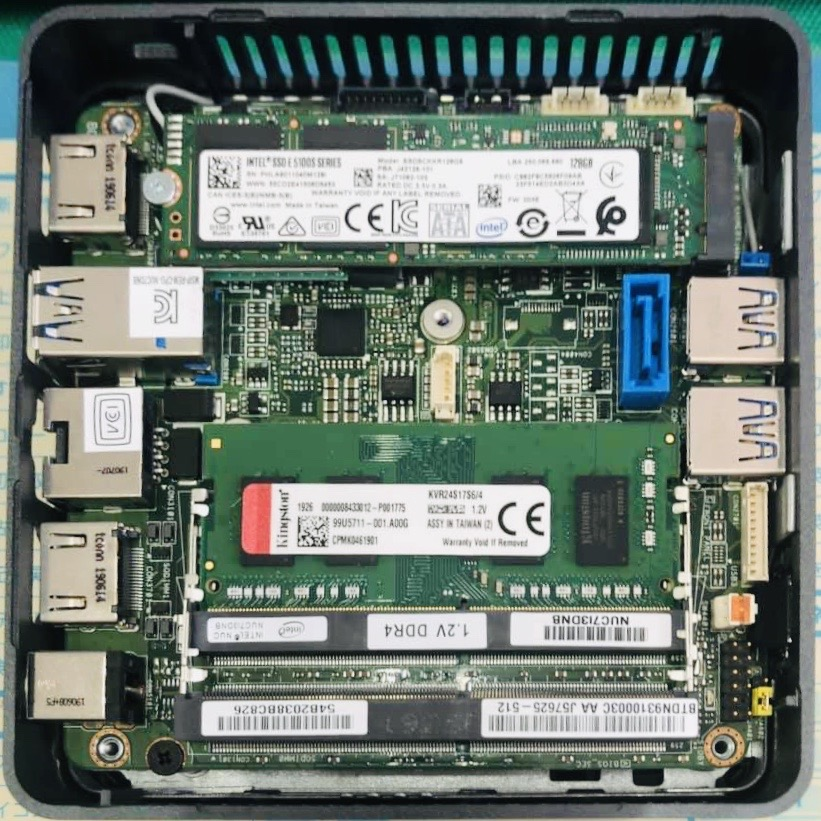
インテル NUC ボード（ミニPC）

4inch×4inchのミニPC。キット、ボードでも提供される。
- NUCミニPC
- NUCキット
- NUCボード

### フラッシュメモリー
NOR型フラッシュメモリを得意とするが、前述の通り、事業をSTマイクロエレクトロニクス、フランシスコ・パートナーズとの合弁会社「ニューモニクス」に移管した。NAND型フラッシュメモリは、マイクロン・テクノロジーとの合弁会社「IM フラッシュ・テクノロジーズ」にて生産され、Intel・Micron双方のブランドで販売される。

#### ソリッドステート・ドライブ（SSD）
デスクトップパソコン、ノートパソコン向け

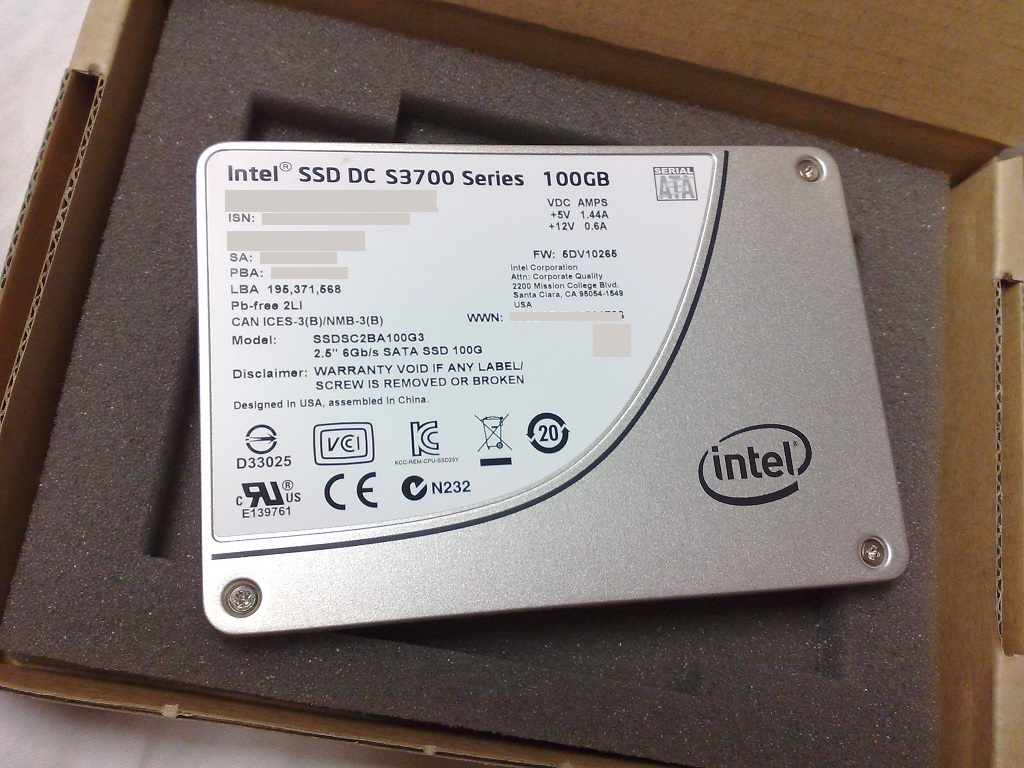
Intel SSD DC S3700 シリーズ

- X18-M Mainstream SATA SSD
- X25-M Mainstream SATA SSD

容量はいずれも80GBまたは160GBである。
サーバ、ワークステーション、ストレージ・システム向け
- X-25E Extreme SATA SSD - 容量は32GB。64GBのものも予定されている。

### ソフトウェア
- Intel C++ Compiler
- Intel Fortran Compiler（英語版）
- Intel Math Kernel Library（MKL）
- Intel Integrated Performance Primitives（IPP）
- Intel Threading Building Blocks（TBB）
- Intel Parallel Studio
- Intel Inspector（英語版）（Intel Thread Checkerの後継）
- Intel VTune Amplifier（英語版）（Intel VTune Performance Analyzerの後継）
- Intel Advisor（英語版）

### 法人向け

#### ドローン
夜間の屋外で光点を立体配置する大規模な演出用のドローンと制御システムのパッケージを販売している。

#### スポーツ
放送局向けとして、自社開発のAIを利用した中継映像の演出用ソリューションを販売している。
大会主催者向けには、AIによる関係者の移動経路の最適化など運営用ソリューションを販売している。

### 過去の製品
※現在はすべて撤退。

## 製品開発と製造

### ニセ486・ニセPentium
1990年代の初めにはニセ486やニセPentiumが大量にアジアの闇CPU市場に出現してその対策に苦慮した。これらはリマーク品といわれ、低性能品のセラミックパッケージ表面の型番印刷を巧みに削ぎ落として高性能品の型番を印字し直したものだった。最初に出された対策はホログラムを貼り付ける方法だったが、当時のCPUパッケージには貼りつけられるだけの余分な空間が全くなかった。その後、新たなPentiumファミリーであるPentium II・Pentium III・Celeronでは、二次キャッシュの実装問題とリマーク品問題とを一挙に解決する方策として、CPUパッケージにS.E.C.C.（Single Edge Contact Cartridge）やS.E.P.P.（Single Edge Processor Package）が採用された。この結果、類似するリマーク品は流通しなくなった。

### CPUのクロック競争とマルチコア化
CPUを製造する半導体メーカーは、世界初のCPUである4004の時代から、宿命的に性能向上の手法としてクロック周波数の高速化が求められ、インテルは常に（時には求められる以上に）高速化を推し進めてきた。数百kHzの初期世代からやがてMHz、GHzで数えるまでになった。他社とのクロック競争を常にリードしてきたインテルは、2000年前後にはクロックの物理的な限界に行き着いている自覚を持った。
現在の半導体プロセスの主流であるCMOSテクノロジーでは、クロックを高速化すると、それに完全に比例して消費電力が増大する。さらに、プロセスルールの微細化が面積当り消費電力に2乗で効いてくるので、「光速度でも1 ns（＝1 GHzでの1クロック）の時間内には30 cmしか情報を伝播できない」という物理法則の制約以前に、まずCPUダイが自らの発熱で溶ける可能性が目前の危機となった。
この問題の究極の解答として、シングルコア（単一のプロセッサコア）でのこれ以上の無理な高速化を避けて、マルチコア（複数のプロセッサコア）による並列的な動作によって性能向上を図る道を採った。デュアルコアやクアッドコアの新世代CPUによって、新たなコア数競争の時代に突入した。

### 自社製造
インテルは、4004から80286まではセカンドソースとしてAMDやNECにもセカンドソース製造契約を与え、普及とリスク分散を優先したが、普及した80386からはセカンドソース製造契約を停止した。また、インテルに出資していたIBMはi486までは製造権を持ち独自のカスタム版を出荷していた。
セカンドソース製造契約の提出を停止した後のインテルは、CPUの半導体製造ライン（Fab）を完全な自社製造で貫き、外部契約の半導体製造会社（ファウンドリ）には一切出していない。これは技術情報漏洩（ろうえい）防止のためだけでなく、そもそも、最高密度の製造プロセスを使ってチップ製造を行うメーカーは自社とその競合メーカーだけに限られるということが最大の理由である。すなわち、最先端を行くインテルが求めているプロセスでの製造ラインを維持することは、技術力のみならず製造販売量も世界トップであるインテル以外には不可能であり、外部の委託製造会社では最先端製造ラインの開発・建設・維持コストを負担するだけの業績が見込めないからである。半導体製造装置メーカーも常にインテルと共に新プロセス対応の新世代製造装置を開発しており、2008年12月15日から17日にかけて開催された「2008 International Electron Device Meeting」（IEDM 2008）で、2009年後半からラスト・ゲート方式HKMG（High-k、Metal Gate：高誘電率ゲート絶縁膜とメタルゲート電極）による32 nmプロセスの量産を開始する予定と発表した。逆に、CPU以外のチップは、CPUがより新しい製造技術に移ってコストの償却が完了した旧世代の製造ラインを再利用して製造している。そのため、インテル製のチップセットやオンボードグラフィックスチップなどは、同時期のCPUに比して数世代前の仕様にて製造されている。

## その他

### 社是
社是はないが、"Six Values"と呼ばれるものがあり、インテル社内の基本ルールとされている。1974年の"Eleven Values"が起源である。そのうち、QualityとCustomer Orientationは日本企業の製造管理に学んだものである。
1. Customer Orientation（顧客本位）
2. Discipline（規律）
3. Quality（品質）
4. Risk Taking（危険を負う）
5. Great Place to Work（素晴らしい労働場所）
6. Results Orientation（結果本位）

### 投資活動
インテルはその豊富な資金力を背景にインテル キャピタル（Intel Capital）の名称でベンチャーキャピタル活動も行っており、日本企業に限っても過去に以下のような企業に出資している。
- エルピーダメモリ
- 日本通信
- トリケミカル研究所
- ベルロックメディア（吉本興業の戦略子会社）
- デジオン
- ネットインデックス
- ビットワレット
- UQコミュニケーションズ

### ブランド価値
ブランド調査会社インターブランドのBusinessWeek誌と共同で行った"The Best Global Brand Ranking 2006"の調査では、インテルのブランド価値は約300億ドルに相当し、コカ・コーラ、マイクロソフト、IBM、ゼネラル・エレクトリックに次いで世界で5番目となっている。

### Wintel
1990年代後半から2000年頃、PCのハードウェアの中枢であるCPUの市場をほぼ独占したインテルと、ソフトウェアの中枢であるオペレーティングシステムの市場をほぼ独占したマイクロソフト（のWindows）、という状況を指す、「Wintel」（Windows + Intel）という造語があった。
今日ではあまり用いられないが、その背景としては、マイクロソフトがインテルに対してAMD64を採用するよう要請した、という話が語られるほどのIA-64等による混乱のダメージや、インテル以外のCPU開発に投資したり、逆にインテルがLinux向けのベンチャーキャピタルに投資するなど、両者が比較的健全な関係になったことが挙げられる。また、200x年代、いわゆるゼロ年代には、インテルがまだ公表していないCPUをAppleが採用したり、インテルがAppleのため密かに1年もかけてカスタムCPUを設計製造するなど、AppleとインテルはかつてのWintelよりも親密な関係などと言われることもあったが、それより何よりも、スマートフォンの普及などに代表される「パーソナルコンピュータの斜陽化」によって、PCにおける支配力の意味が薄れたことが大きい。Appleも2010年代には、iPhoneなどで使っているARMへの関与のほうが大きくなっている。

### PCIベンダーID
現在の多くのコンピュータに使用されているPCIバス規格において、インテルは機器の製造元を表すベンダーIDの値にヒット作である8086にちなんだ 0x8086 を使用および呼称している。

## 独占禁止法違反の疑い
米インテルは1998年6月より米連邦取引委員会（FTC）の独占禁止法違反に関する審理を受け、1999年3月に和解している。日本法人は2005年3月8日に独占禁止法違反で日本の公正取引委員会より排除勧告を受けている。ヨーロッパでは、インテルが欧州で不当な販売方法を行っているとして欧州委員会が2001年から調査してきた。一時静かだった後、あらためて欧州委員会が2004年に調査を開始した。この結果、2007年7月27日に欧州委員会は米インテルに対して欧州連合競争法違反の疑いがあると告知した。日本と欧州連合の勧告では、CPUの販売で競合他社の製品を使わないように不当に働きかけたと指摘された。この取引に応じなかったシャープとインテルとは、一時期ほぼ断絶状態にあった。
これに対して、インテルの法務責任者は、MPU市場は正常に機能しており、インテルの行動は適法だと確信していると発表した。一方でアドバンスト・マイクロ・デバイセズ（AMD）は、消費者やPCメーカーのためのMPU市場開放が進むだろうと今回の告知を歓迎した。
2008年には、ニューヨーク州が米インテルに対して独占禁止法違反の疑いがあるとして、文章や情報を求める召喚状を送付した。同社がライバルのAMDをCPU市場から閉め出すことでAMDならびに消費者・コンピューターメーカーに損害を与え、独占禁止法に違反していないかを検討するのが目的だとされる。インテルは現在PC向けプロセッサ（MPU）市場の8割近くを占有しており、こうした地位を乱用していないかが争点とされている。政府機関による同様のインテル調査は2005年3月の日本を皮切りに、韓国、欧州の3拠点で立て続けに行われており、米国でのケースは4例目となる。
2009年5月13日、欧州委員会はインテルに対して10億6000万ユーロの制裁金を命じた。欧州委員会の発表では、インテルは主要なコンピュータメーカーに対して働きかけ、インテルからCPUを購入することの見返りにメーカーに対してリベートを支払ったとされる。また、各小売業者に対して金銭を渡し、インテル製のCPUを搭載したコンピュータのみ販売するよう取り計らったことが指摘されている。更に、インテルはコンピュータメーカーに対して、AMD製のCPUを搭載した製品の販売差し止めや、発売延期を求め、それら製品の販売ルートに制限を加えたとされる。インテルは欧州委員会の決定内容については争うものの、同委員会の制裁措置を受け入れる意向を発表した。
2009年11月4日、ニューヨーク州のアンドリュー・クオモ司法長官が、インテルを独占禁止法（反トラスト法）違反の疑いで告訴した。当時、一部のコンピューターメーカーに巨額のリベートを提供する見返りとして、AMD製のCPUを使わないよう圧力をかけていたという。更に、ヒューレット・パッカード、IBM、デルなどの主要コンピューターメーカーに対しては、AMD製のCPUを利用したパソコンやサーバなどを販売した場合は報復措置を取ると脅していたとされ、例えば当時のヒューレット・パッカードに対しては、一つでもAMD製品を利用した場合は開発中のインテル製品の一部を「引き上げる」と圧力をかけたとしている。
訴訟では、不当行為の是正、州政府機関および顧客への損害賠償、追徴金などを求めている。
2009年11月にインテルとAMDは和解を発表した。和解によって両社は独占禁止法やライセンスなどのすべての訴えを取り下げ、5年間の特許クロスライセンスを締結し、インテルはAMDに12億5000万ドルを支払い、不当な契約を行わないことで合意した。ただし、両社間だけの問題でない独占禁止法違反に関する調査は米連邦取引委員会や欧州委員会などの各国機関で継続される。
2009年12月16日、米連邦取引委員会（FTC）はインテルを提訴した。同日、インテルは反論の声明を発表した。